# Escuela universitaria

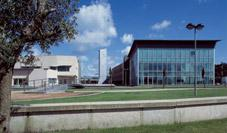
Escuela universitaria.

Una escuela universitaria es una institución universitaria que imparte educación terciaria, pero que habitualmente no cuenta con el estatus de universidad completa o independiente. Una escuela universitaria es a menudo parte de una universidad más grande, aunque también pueden funcionar independientemente de las universidades, como hacen muchas escuelas de negocios, por ejemplo. Su uso preciso varía de un país a otro, pudiendo recibir diferentes denominaciones, como Escuela Técnica Superior, Escuela Politécnica, o Escuela Universitaria, dependiendo de la universidad y la nación a la que pertenezcan.
Entre las escuelas universitarias más antiguas, destacan las Grandes Escuelas de Francia y las Escuelas Mayores y Menores de la Universidad de Salamanca.

## Australia
En Australia, el término University College se utilizó para referirse a instituciones educativas que eran como universidades, pero carecían de plena autonomía. El Latrobe University College of Northern Victoria era uno de esas escuelas universitarias. Las escuelas universitarias existentes en la actualidad generalmente imparten materias específicas (como teología o artes). UNSW@ADFA se conocía anteriormente como University College, ADFA, y proporciona el componente de educación terciaria de la formación de cadetes de oficiales en la Academia de las Fuerzas de Defensa de Australia. Es una rama de la Universidad de Nueva Gales del Sur.
Además, algunas residencias asociadas a universidades se denominan University College. Estas residencias estudiantiles son comunes en las universidades australianas y principalmente brindan alojamiento a los estudiantes. También pueden brindar apoyo académico (como tutorías) y actividades sociales para los residentes. University College, Melbourne, anteriormente University Women's College, es una de esas universidades residenciales. Está afiliada a la Universidad de Melbourne.

## Bélgica
En Bélgica, el término University college se utiliza para referirse a instituciones de educación superior financiadas por el estado que pertenecen a una de las tres comunidades de Bélgica, que específicamente no son universidades. Pueden emitir títulos académicos de grado o máster, y están realizando investigación aplicada o artística. Incluso estando en el mismo nivel, los títulos académicos emitidos por estas instituciones son diferentes de los títulos universitarios.
En la comunidad flamenca de habla neerlandesa, las escuelas universitarias se denominan Hogescholen, mientras que en la comunidad francesa se denominan Hautes écoles. Sin embargo, la comunidad francesa hace una diferencia entre Hautes écoles y Écoles supérieures des arts, que son escuelas de arte especializadas autorizadas para seleccionar estudiantes entrantes. Ambas cuentan como escuelas universitarias.

## España
En España, una escuela universitaria es la denominación que reciben algunos centros docentes de educación superior donde se imparten estudios tanto de pregrado como de posgrado. Junto con las facultades, son los centros encargados de la organización de las enseñanzas y procesos académicos, administrativos y de gestión de las universidades.

## Reino Unido
En el Reino Unido, el uso de la palabra university (incluido university college) en el nombre de una institución está protegido por ley y debe ser autorizado por una ley del parlamento, una carta real o por el consejo privado. Los reglamentos que rigen la concesión del título son elaborados por el gobierno o la administración descentralizada y especifican (en Inglaterra) que una institución debe tener el poder de otorgar títulos académicos. Sin embargo, está permitido que un instituto se describa como un university college sin dicho permiso, siempre que no use el término en su nombre.